# Geberic
Geberic (d. 350) a fost un rege al goților din secolul al IV-lea. L-a succedat pe Ariaric și a cucerit Dacia, devenind teritoriul vandalilor, din jurul anului 340. Vandalii au fost conduși de regele lor Visimar.
Gerberic și-a petrecut restul vieții luptând, murind în jurul anului 350. Geberic a fost succedat de Hermanaric (Eormenric, Iormunrekr).